# Tectodamaeus armatus
Tectodamaeus armatus es una especie de ácaro del género Tectodamaeus, familia Damaeidae. Fue descrita científicamente por Aoki en 1984.
Habita en Europa y norte de Asia (excepto China), también en Asia meridional.